# 少年警察官

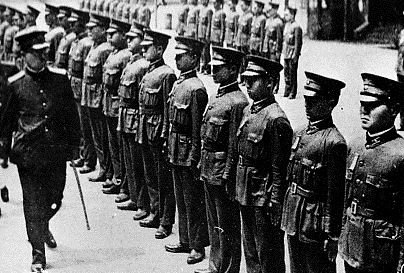
警視庁の少年警察官

少年警察官（しょうねんけいさつかん）は、太平洋戦争前の日本の警察において、満20歳未満（未成年者）の警察職員の総称。

## 概要

### 巡査としての少年警察官
太平洋戦争前の日本における警察官（巡査）採用年齢は、時代によって上限に差があったが、下限については満20歳以上と常に一貫していた。
ところが日中戦争以後、多くの警察官が応召され、人員不足が深刻化していった。内務省では、採用年齢の制限緩和や学科試験の科目削減を相次いで断行し、1944年4月には遂に採用年齢の上限を撤廃し、下限についても18歳以上とした。同年12月には更に踏み込んで17歳以上にした。
狭義の少年警察官は、この1944年以降に採用された17歳以上20歳未満の警察官を指すが、「民法上の無能力者（未成年者）が司法警察権を行使するのは適当でない」という問題があり、人数もあまり多くなかった。

### 書記としての少年警察官
警視庁や府県警察部では、1944年以前より司法警察権を行使しない「書記」（官等は雇員）の名目で未成年者を採用し、警察署内の内勤事務に従事させてきた。この制度による未成年警察職員のことを、俗に「少年警察官」と呼んでいた。
1938年、大阪府警察部において17歳以上20歳未満の者を対象に「警務書記生」の名目で採用が始まった。その後、警視庁や各府県警察部にも普及していった。彼らの身分は現在の警察事務職員に相当したが、年齢の都合上そうしたのであり、成人後は警察官になることを前提としたものであるため、服務規律等は警察官と同様のものが要求された。
発祥の地である大阪府は、警務書記生の採用も困難になってきたことから、1941年には採用年齢を15歳以上にまで引き下げ、国民学校高等科卒業生が直ちに志願できるようにした。
1946年に本制度は廃止された。これまで勤務していた書記は、本人の希望と上官が適任と判断した者については巡査に昇任させた。
なお、この書記制度は女性にも門戸を開いており、これらの女性書記の中には太平洋戦争後に婦人警察官になった者もいる。